# Palazzo Bossi Bocchi
Il Palazzo Bossi Bocchi è un edificio dalle forme neoclassiche e liberty, situato in strada al Ponte Caprazucca 4 a Parma; costituisce la sede della Fondazione Cariparma e del suo museo.

## Storia
L'originario palazzo fu probabilmente edificato nel XVI secolo, quando fu innalzata la file di case a ridosso delle mura di contenimento del vicino torrente Parma; la sua originaria conformazione, testimoniata dalle mappe catastali dell'epoca, era pressoché triangolare.
All'inizio del XIX secolo l'edificio fu ereditato dal nobile Francesco Antonio Pelati, che ne demolì una porzione consistente e lo ristrutturò completamente.
Nel 1894 il palazzo fu acquistato da Leonida Bocchi, che ne curò il totale restauro, rimodernandolo ed abbellendolo; i lavori interessarono anche le facciate e si conclusero nel 1911, quando l'architetto Camillo Uccelli aggiunse alla facciata posteriore la loggetta in stile liberty.
Nel 1977 Claudia Bossi, vedova dell'ultimo erede dei Bocchi, donò l'edificio alla Cassa di Risparmio di Parma, che nel 1995 lo adibì a sede della Fondazione e del museo Fondazione Cariparma.

## Descrizione

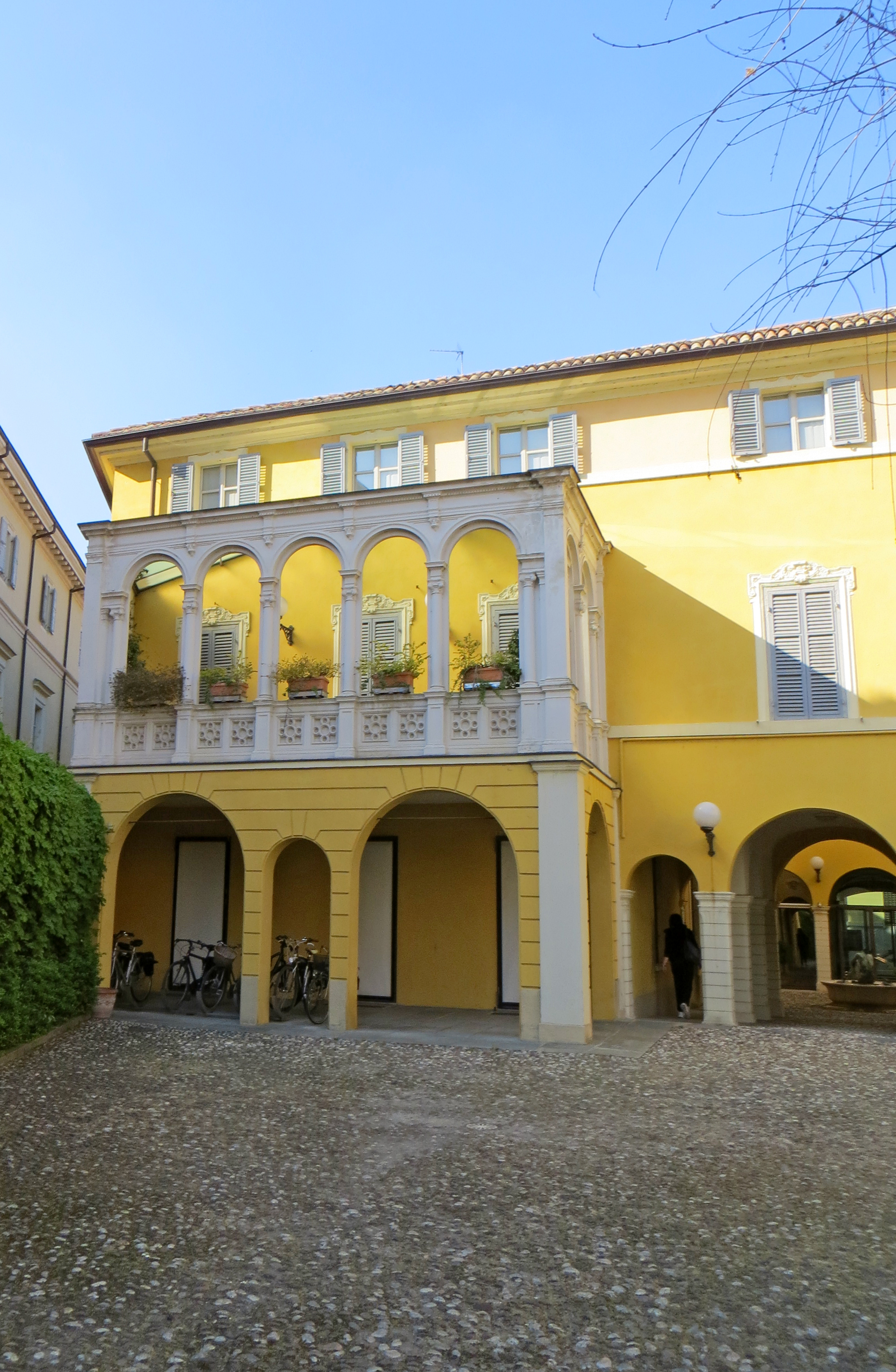
Loggia posteriore

Il palazzo si sviluppa su una pianta trapezoidale attorno a due cavedi interni di dimensioni differenti.
La facciata principale, semplice e simmetrica, presenta due portali d'ingresso; tutte le finestre sono inquadrate in eleganti cornici, più ricche al piano nobile; gli stessi motivi si ripetono anche nelle altre tre facciate. L'elemento di maggior spicco è il piccolo portico con loggia d'epoca liberty, situato su un angolo della facciata posteriore, aperta sul giardino.
All'interno il cortile principale con ninfeo è caratterizzato dal portico e loggiato sovrastante su due livelli, che copre un intero lato; un porticato con volte a vela lo collega al secondo cavedio, di dimensioni più piccole, mentre in asse con l'ingresso una serie di arcate conduce al giardino retrostante.

## Museo Fondazione Cariparma
Il percorso espositivo del museo, che raccoglie principalmente opere di artisti legati alla città di Parma realizzate fra il XVI e il XX secolo, è suddiviso su tre piani del palazzo: il seminterrato è destinato alla collezione delle cartamonete, il livello terreno è utilizzato quale sede delle mostre temporanee e il primo piano ospita l'esposizione permanente dei dipinti, delle statue, delle incisioni, delle monete, delle ceramiche e degli arredi.